# Kasse
Kasse er en tredimensional, lukket, geometrisk figur (et polyeder) med otte hjørner og tolv kanter placeret retvinklet tre og tre. Der er seks sideflader. Således er kassen et særligt retvinklet specialtilfælde af et parallelepipedum.
Et kasses størrelse kan angives med sidelængderne højde h, bredde b og længde l.

## Kasse som praktisk beholder
En kasse er en rumlig geometrisk figur med seks sideflader, der alle har facon som et kvadrat eller et rektangel. En kasse som beholder har en side, der er åben, eller en side der på en eller anden måde er udformet som låg/lukkeanordning.